# Ève (Oise)
Pour les articles homonymes, voir Ève (homonymie).
Ève est une commune française située dans le département de l'Oise en région Hauts-de-France.

## Géographie

### Description

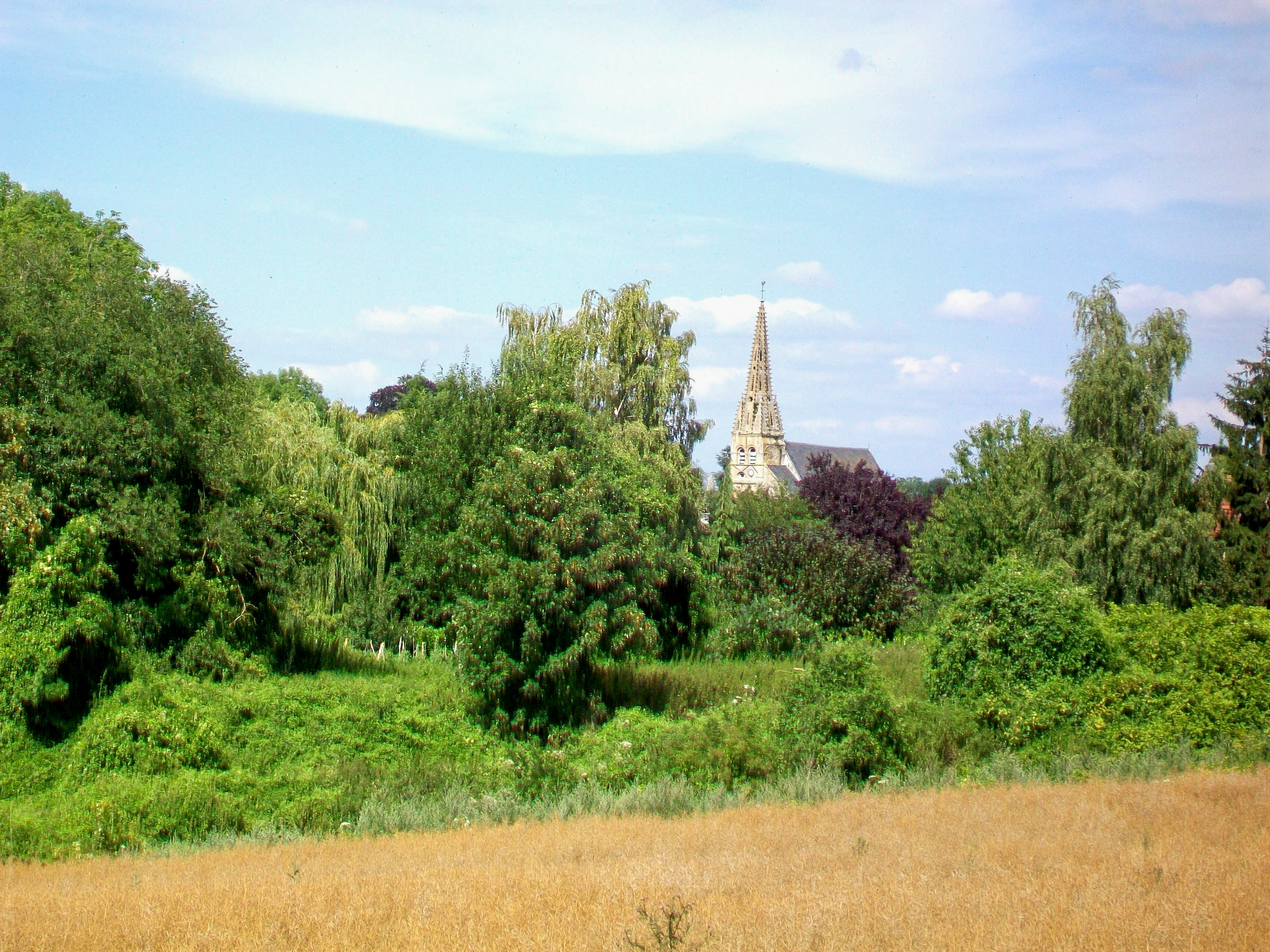
Vue sur l'église depuis le chemin d'Othis.

Eve est un village picard du Valois dans l'Oise, limitrophe de la Seine-et-Marne, situé à 37 km au nord-est de Paris, 15 km au sud est de Senlis, 55 km au sud-ouest de Soissons et 20 km au nord-ouest de Meaux.
Le territoire communal est tangenté au sud-est par la route nationale 2.

### Communes limitrophes
| Ver-sur-Launette     | Ermenonville                      | Le Plessis-Belleville  |
|                      | Ève                               | Lagny-le-Sec           |
| Othis Seine-et-Marne | Dammartin-en-Goële Seine-et-Marne | Rouvres Seine-et-Marne |

### Hydrographie

#### Réseau hydrographique
La commune est située dans le bassin Seine-Normandie. Elle est drainée par la Launette, le fossé 01 de la commune d'Eve, le fossé 03 de la commune de Othis et le ru Courtois,,.
La Launette, d'une longueur de 16 km, prend sa source dans la commune de Marchémoret et se jette  dans la Nonette à Fontaine-Chaalis, après avoir traversé sept communes.

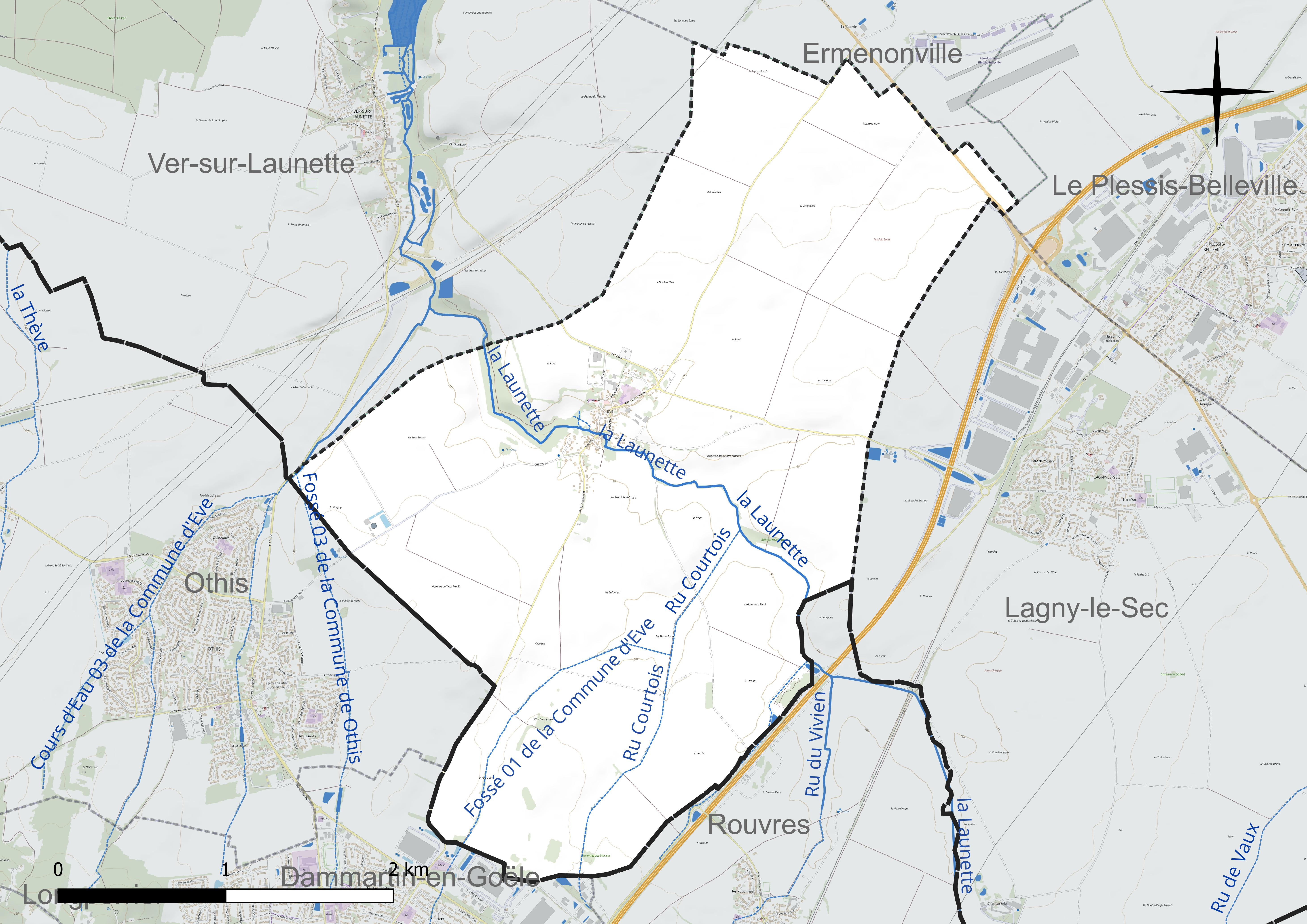
Réseau hydrographique d'Ève.

#### Gestion et qualité des eaux
Le territoire communal est couvert par le schéma d'aménagement et de gestion des eaux (SAGE) « Sensée ». Ce document de planification concerne un territoire de 413 km2 de superficie, délimité par le bassin versant de la Nonette et de ses deux principaux affluents, la Launette et l'Aunette. Le périmètre a été arrêté le 3 avril 1998 et le SAGE proprement dit a été approuvé le 28 juin 2006, puis révisé le 15 décembre 2015. La structure porteuse de l'élaboration et de la mise en œuvre est le syndicat Interdépartemental du SAGE de la Nonette.
La qualité des cours d'eau peut être consultée sur un site dédié géré par les agences de l'eau et l'Agence française pour la biodiversité.

### Climat
Pour des articles plus généraux, voir Climat des Hauts-de-France et Climat de l'Oise.
En 2010, le climat de la commune est de type climat océanique dégradé des plaines du Centre et du Nord, selon une étude du CNRS s'appuyant sur une série de données couvrant la période 1971-2000. En 2020, Météo-France publie une typologie des climats de la France métropolitaine dans laquelle la commune est exposée à un climat océanique altéré et est dans la région climatique Nord-est du bassin Parisien, caractérisée par un ensoleillement médiocre, une pluviométrie moyenne régulièrement répartie au cours de l'année et un hiver froid (3 °C).
Pour la période 1971-2000, la température annuelle moyenne est de 10,9 °C, avec une amplitude thermique annuelle de 15,1 °C. Le cumul annuel moyen de précipitations est de 709 mm, avec 10,9 jours de précipitations en janvier et 8,1 jours en juillet. Pour la période 1991-2020, la température moyenne annuelle observée sur la station météorologique la plus proche, située sur la commune du Plessis-Belleville à 4 km à vol d'oiseau, est de 11,4 °C et le cumul annuel moyen de précipitations est de 661,7 mm,. Pour l'avenir, les paramètres climatiques de la commune estimés pour 2050 selon différents scénarios d'émission de gaz à effet de serre sont consultables sur un site dédié publié par Météo-France en novembre 2022.
| Mois                                  | jan.           | fév.           | mars           | avril         | mai           | juin          | jui.          | août          | sep.          | oct.          | nov.          | déc.          | année      |
| ------------------------------------- | -------------- | -------------- | -------------- | ------------- | ------------- | ------------- | ------------- | ------------- | ------------- | ------------- | ------------- | ------------- | ---------- |
| Température minimale moyenne (°C)     | 1,6            | 1,9            | 3              | 5,3           | 8,4           | 11,5          | 13,1          | 12,9          | 10,3          | 8,2           | 4,9           | 2,2           | 6,9        |
| Température moyenne (°C)              | 4              | 5              | 7,3            | 10,8          | 13,7          | 17,3          | 19,5          | 18,9          | 15,9          | 12,2          | 7,8           | 4,6           | 11,4       |
| Température maximale moyenne (°C)     | 6,4            | 8              | 11,5           | 16,4          | 19            | 23            | 25,8          | 24,9          | 21,5          | 16,2          | 10,6          | 7             | 15,9       |
| Record de froid (°C) date du record   | −14,1 10.01.09 | −11,9 07.02.12 | −11,2 13.03.13 | −3,9 07.04.21 | −0,7 06.05.19 | 2,9 01.06.06  | 3,8 31.07.15  | 5,1 26.08.18  | −0,3 30.09.18 | −5,7 28.10.03 | −5,7 30.11.10 | −8,7 19.12.09 | −14,1 2009 |
| Record de chaleur (°C) date du record | 15,5 09.01.15  | 19,4 27.02.19  | 23,8 31.03.21  | 29,1 20.04.18 | 31,4 27.05.17 | 35,5 18.06.22 | 42,2 25.07.19 | 40,1 06.08.03 | 34,9 09.09.23 | 28,3 01.10.11 | 21,7 08.11.15 | 16,6 17.12.15 | 42,2 2019  |
| Précipitations (mm)                   | 56,2           | 49,8           | 48,8           | 36,2          | 74,2          | 63,4          | 53,2          | 60,3          | 46            | 53,5          | 52,6          | 67,5          | 661,7      |

## Urbanisme

### Typologie
Au 1er janvier 2024, Ève est catégorisée commune rurale à habitat dispersé, selon la nouvelle grille communale de densité à sept niveaux définie par l'Insee en 2022.
Elle est située hors unité urbaine. Par ailleurs la commune fait partie de l'aire d'attraction de Paris, dont elle est une commune de la couronne,.

### Occupation des sols
L'occupation des sols de la commune, telle qu'elle ressort de la base de données européenne d'occupation biophysique des sols Corine Land Cover (CLC), est marquée par l'importance des territoires agricoles (95,4 % en 2018), une proportion sensiblement équivalente à celle de 1990 (95,2 %). La répartition détaillée en 2018 est la suivante : 
terres arables (95,4 %), zones urbanisées (2,8 %), forêts (1,7 %), zones industrielles ou commerciales et réseaux de communication (0,1 %). L'évolution de l'occupation des sols de la commune et de ses infrastructures peut être observée sur les différentes représentations cartographiques du territoire : la carte de Cassini (XVIIIe siècle), la carte d'état-major (1820-1866) et les cartes ou photos aériennes de l'IGN pour la période actuelle (1950 à aujourd'hui).

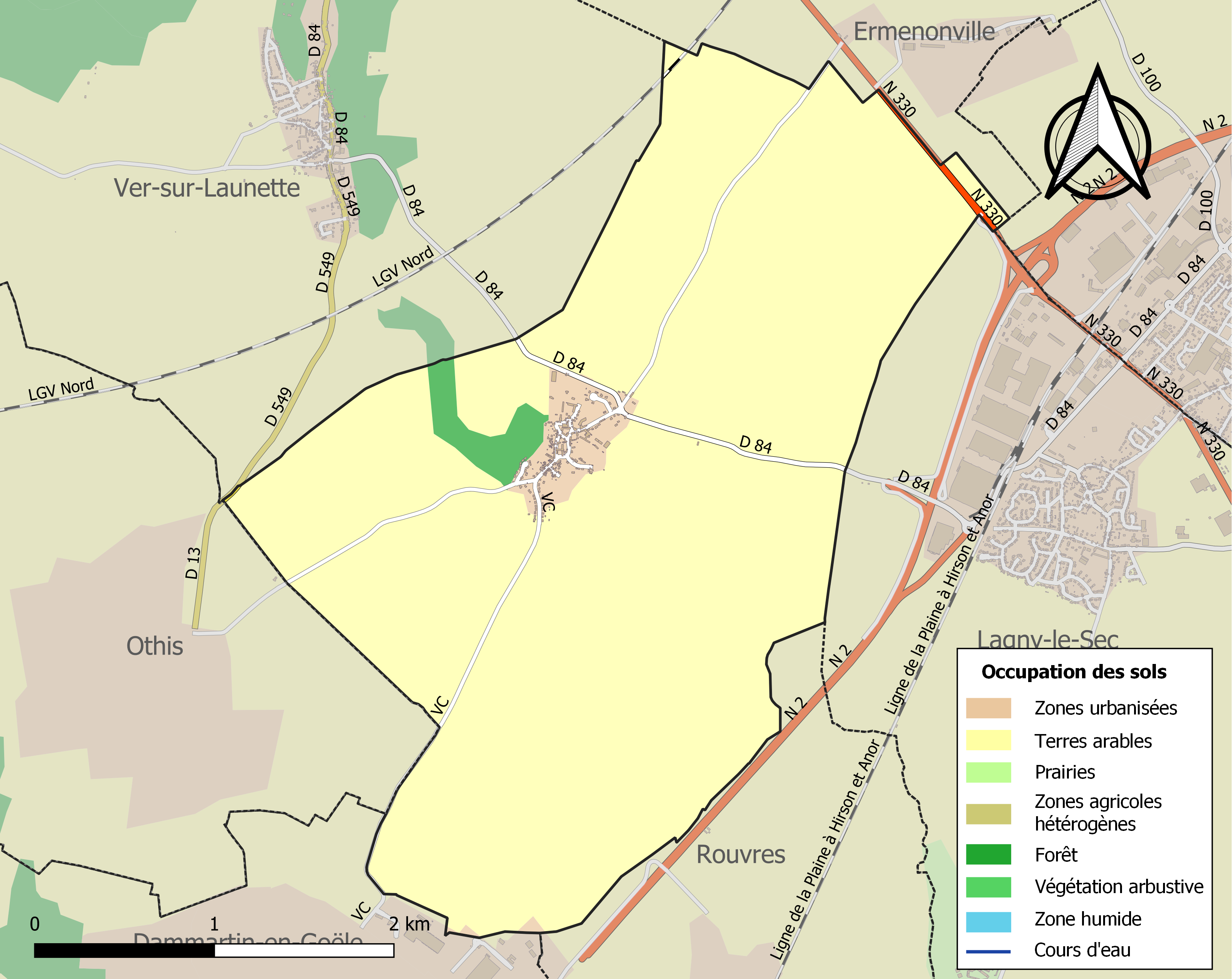
Carte des infrastructures et de l'occupation des sols de la commune en 2018 (CLC).

### Habitat et logement
En 2019, le nombre total de logements dans la commune était de 173, alors qu'il était de 164 en 2014 et de 157 en 2009.
Parmi ces logements, 90,6 % étaient des résidences principales, 1,1 % des résidences secondaires et 8,3 % des logements vacants. Ces logements étaient pour 79,6 % d'entre eux des maisons individuelles et pour 18,7 % des appartements.
Le tableau ci-dessous présente la typologie des logements à Ève en 2019 en comparaison avec celle de l'Oise et de la France entière. Une caractéristique marquante du parc de logements est ainsi une proportion de résidences secondaires et logements occasionnels (1,1 %) inférieure à celle du département (2,4 %) mais supérieure à celle de la France entière (9,7 %). Concernant le statut d'occupation de ces logements, 77,3 % des habitants de la commune sont propriétaires de leur logement (73,9 % en 2014), contre 61,4 % pour l'Oise et 57,5 pour la France entière.
| Typologie                                               | Ève  | Oise | France entière |
| ------------------------------------------------------- | ---- | ---- | -------------- |
| Résidences principales (en %)                           | 90,6 | 90,4 | 82,1           |
| Résidences secondaires et logements occasionnels (en %) | 1,1  | 2,4  | 9,7            |
| Logements vacants (en %)                                | 8,3  | 7,1  | 8,2            |

### Voies de communication et transports
La commune est desservie, en 2023, par les lignes 636, 6214, 6403 et 6448 du réseau interurbain de l'Oise.

## Toponymie
Le nom de la localité est attesté sous les formes in villa quae dicitur Eva (1041) ; Herbertus de aeva (vers 1083) ; ad Evam (1117) ; Eva (1160) ; Aqua (XIIIe) ; curati de eva (1292) ; villa de Eve (1299) ; Aive (vers 1310) ; Johannes de eva (XVe) ; les dismes d'Eve (1505) ; Eve (1522) ; Eve sous Dammartin (1601) ; Eve soubz dampmartin (1687).
Probablement du latin Aqua, attesté sous la forme, Eve « eau »,. Le latin Aqua s'est transformé en ève dans les parlers de l'ouest , « eau » en langue d'oïl et  aiga / aigo en occitan francisé en aigue.

Ève est sur le cours supérieur de la Launette.

## Politique et administration

### Rattachements administratifs et électoraux

#### Rattachements administratifs
La commune se trouve  dans l'arrondissement de Senlis du département de l'Oise.
Elle faisait partie depuis 1801 du canton de Nanteuil-le-Haudouin. Dans le cadre du redécoupage cantonal de 2014 en France, cette circonscription administrative territoriale a disparu, et le canton n'est plus qu'une circonscription électorale.

#### Rattachements électoraux
Pour les élections départementales, la commune est membre depuis 2014 d'un  nouveau canton de Nanteuil-le-Haudouin
Pour l'élection des députés, elle fait partie de la quatrième circonscription de l'Oise.

### Intercommunalité
Ève est membre de la communauté de communes du Pays du Coquelicot, un établissement public de coopération intercommunale (EPCI) à fiscalité propre créé fin 1996 et auquel la commune a transféré un certain nombre de ses compétences, dans les conditions déterminées par le code général des collectivités territoriales.

### Liste des maires
| Période                                  | Période                       | Identité              | Étiquette | Qualité                                      |
| ---------------------------------------- | ----------------------------- | --------------------- | --------- | -------------------------------------------- |
| Les données manquantes sont à compléter. |                               |                       |           |                                              |
| vers 1986                                | 2014                          | Jean-Luc Chartier     |           | Agriculteur                                  |
| 2014                                     | En cours (au 2 décembre 2020) | Marie-Agnès Champault |           | Agricultrice Réélue pour le mandat 2020-2026 |

## Équipements et services publics

### Enseignement
Les enfants de la commune sont scolarisés avec ceux de Ver-sur-Launette dans le cadre d'un regroupement pédagogique intercommunal.

### Santé
Une résidence pour personnes âgées dépendantes (Ehpad) est aménagée au château d'Ève.

## Population et société

### Démographie

#### Évolution démographique
L'évolution du nombre d'habitants est connue à travers les recensements de la population effectués dans la commune depuis 1793. Pour les communes de moins de 10 000 habitants, une enquête de recensement portant sur toute la population est réalisée tous les cinq ans, les populations de référence des années intermédiaires étant quant à elles estimées par interpolation ou extrapolation. Pour la commune, le premier recensement exhaustif entrant dans le cadre du nouveau dispositif a été réalisé en 2005.

En 2022, la commune comptait 415 habitants, en évolution de −1,19 % par rapport à 2016 (Oise : +0,87 %, France hors Mayotte : +2,11 %).
| 1793 | 1800 | 1806 | 1821 | 1831 | 1836 | 1841 | 1846 | 1851 |
| ---- | ---- | ---- | ---- | ---- | ---- | ---- | ---- | ---- |
| 494  | 390  | 389  | 389  | 363  | 360  | 341  | 360  | 369  |

| 1856 | 1861 | 1866 | 1872 | 1876 | 1881 | 1886 | 1891 | 1896 |
| ---- | ---- | ---- | ---- | ---- | ---- | ---- | ---- | ---- |
| 364  | 336  | 329  | 318  | 315  | 292  | 301  | 278  | 303  |

| 1901 | 1906 | 1911 | 1921 | 1926 | 1931 | 1936 | 1946 | 1954 |
| ---- | ---- | ---- | ---- | ---- | ---- | ---- | ---- | ---- |
| 305  | 302  | 316  | 258  | 294  | 313  | 320  | 255  | 265  |

| 1962 | 1968 | 1975 | 1982 | 1990 | 1999 | 2005 | 2006 | 2010 |
| ---- | ---- | ---- | ---- | ---- | ---- | ---- | ---- | ---- |
| 314  | 289  | 276  | 354  | 456  | 467  | 433  | 425  | 426  |

| 2015 | 2020 | 2022 | - | - | - | - | - | - |
| ---- | ---- | ---- | - | - | - | - | - | - |
| 424  | 421  | 415  | - | - | - | - | - | - |

#### Pyramide des âges
La population de la commune est relativement âgée.
En 2018, le taux de personnes d'un âge inférieur à 30 ans s'élève à 28,3 %, soit en dessous de la moyenne départementale (37,3 %). À l'inverse, le taux de personnes d'âge supérieur à 60 ans est de 33,9 % la même année, alors qu'il est de 22,8 % au niveau départemental.
En 2018, la commune comptait 206 hommes pour 215 femmes, soit un taux de 51,07 % de femmes, légèrement inférieur au taux départemental (51,11 %).
Les pyramides des âges de la commune et du département s'établissent comme suit.
| Hommes | Classe d’âge | Femmes |
| ------ | ------------ | ------ |
| 3,1    | 90 ou +      | 6,9    |
| 4,7    | 75-89 ans    | 14,8   |
| 20,9   | 60-74 ans    | 17,2   |
| 23,1   | 45-59 ans    | 20,2   |
| 17,1   | 30-44 ans    | 15,4   |
| 12,1   | 15-29 ans    | 11,1   |
| 19,1   | 0-14 ans     | 14,4   |

| Hommes | Classe d’âge | Femmes |
| ------ | ------------ | ------ |
| 0,5    | 90 ou +      | 1,4    |
| 5,5    | 75-89 ans    | 7,6    |
| 15,6   | 60-74 ans    | 16,3   |
| 20,8   | 45-59 ans    | 20     |
| 19,4   | 30-44 ans    | 19,4   |
| 17,6   | 15-29 ans    | 16,2   |
| 20,6   | 0-14 ans     | 19,1   |

## Culture locale et patrimoine

### Lieux et monuments
Ève compte un monument historique sur son territoire : 
- Église Notre-Dame (classée monument historique par liste de 1862 en ce qui concerne la tour ; classée en totalité par arrêté du 13 mars 1987[31]) : elle se singularise par sa façade dissymétrique, à quatre travées, qui englobe un étage et demi d'un clocher roman du milieu du XIIe siècle. Le très riche décor à pinacles plaqués, accolades, animaux fantastiques et réseaux flamboyants, ainsi que l'élégante flèche cumulant à 44 m de hauteur, datent de la première moitié du XVIe siècle. Comme la façade l'augure déjà, le plan de l'église est également irrégulier, au moins dans la première travée de la nef, qui se compose de la base du clocher plusieurs fois remanié, et d'un narthex. Le reste du vaisseau central est inhabituellement large pour une petite église rurale, et se termine par une grande abside à cinq pans. Les deux premières travées à l'est du clocher représentent le chœur gothique du second quart du XIIIe siècle, dont l'architecture est d'une grande qualité. Les travées adjacentes du bas-côté nord datent de la même époque.
 Il faut savoir que la nef se situait à l'ouest du clocher avant sa destruction sous la guerre de Cent Ans. Au lieu de la reconstruire à son emplacement primitif, il fut décidé, au XVIe siècle, de transformer le chœur gothique en nef, et de prolonger cette dernière vers l'est, afin d'obtenir un nouveau chœur. Le vaisseau central est donc augmenté d'une travée droite et d'une abside à cinq pans, le bas-côté nord est prolongé d'une travée, et un bas-côté est ajouté au sud. Ces travaux s'échelonnent sur deux campagnes de construction, et s'achèvent avant 1540. C'est cette date qui se lit sur la verrière d'axe du chevet, qui comporte des vitraux de la Renaissance remarquables, au sujet de la dormition de la Vierge Marie et de son Assomption[32],[33].

L'église Notre-Dame
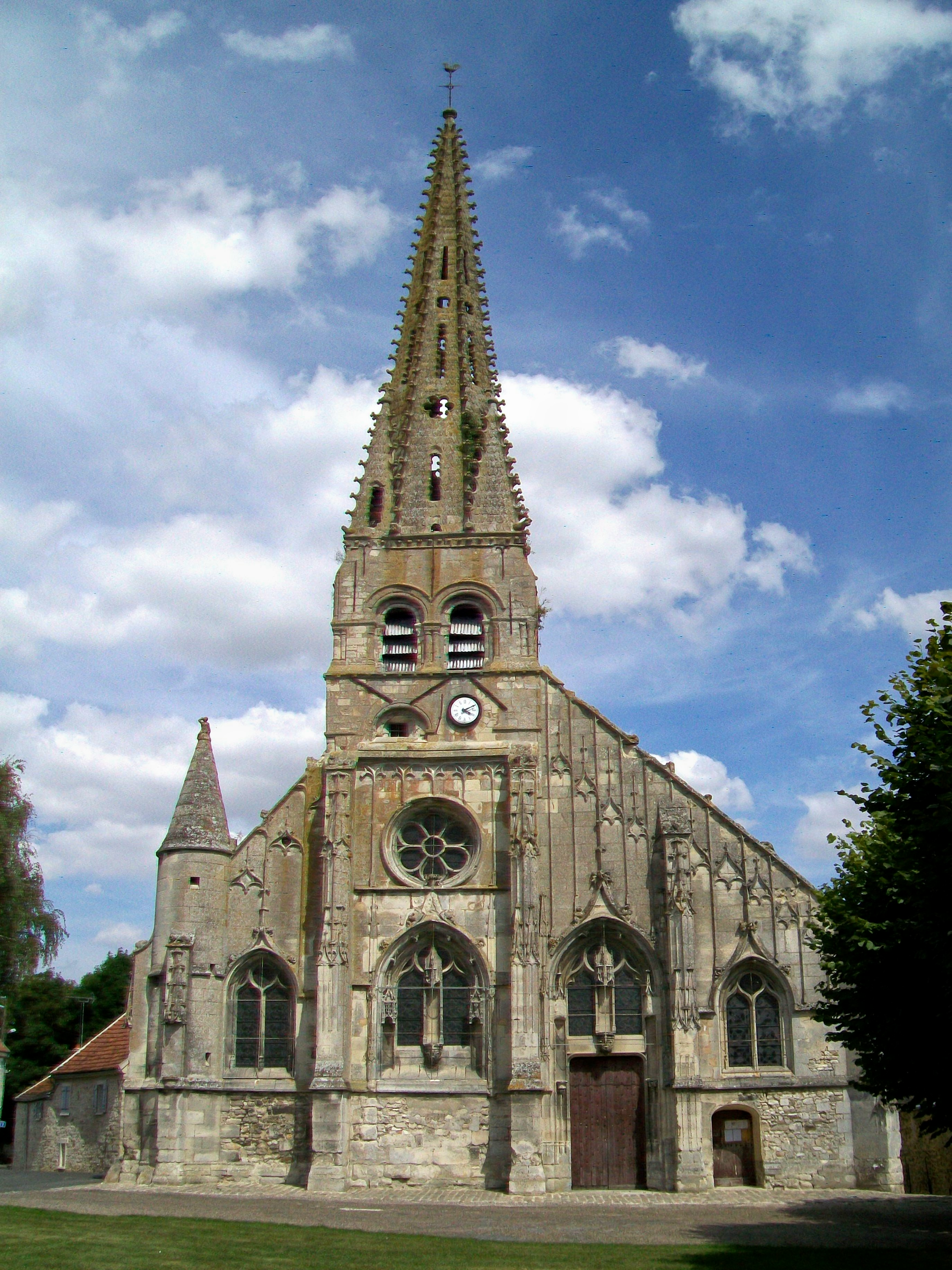
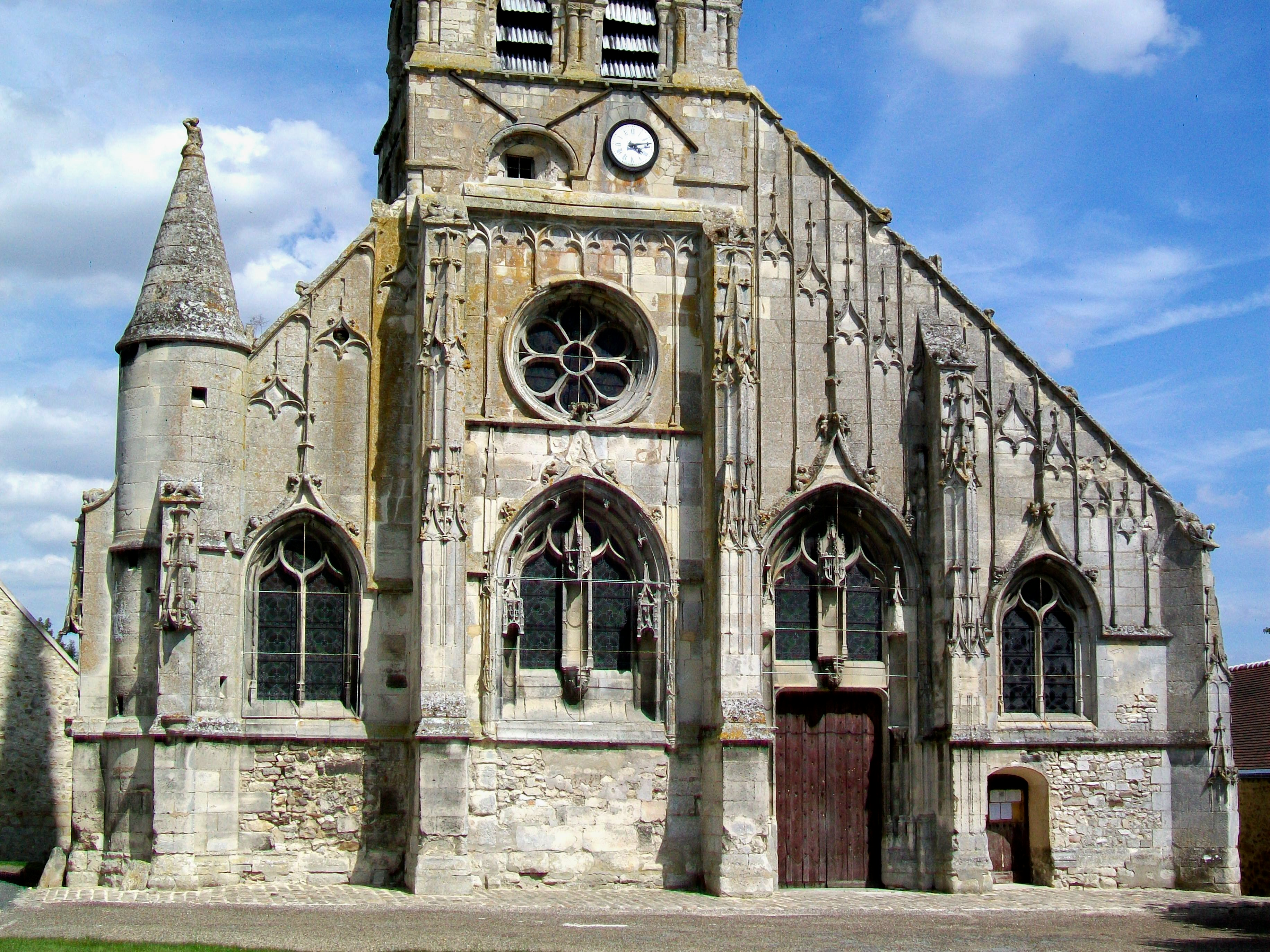
Détail de la façade ouest
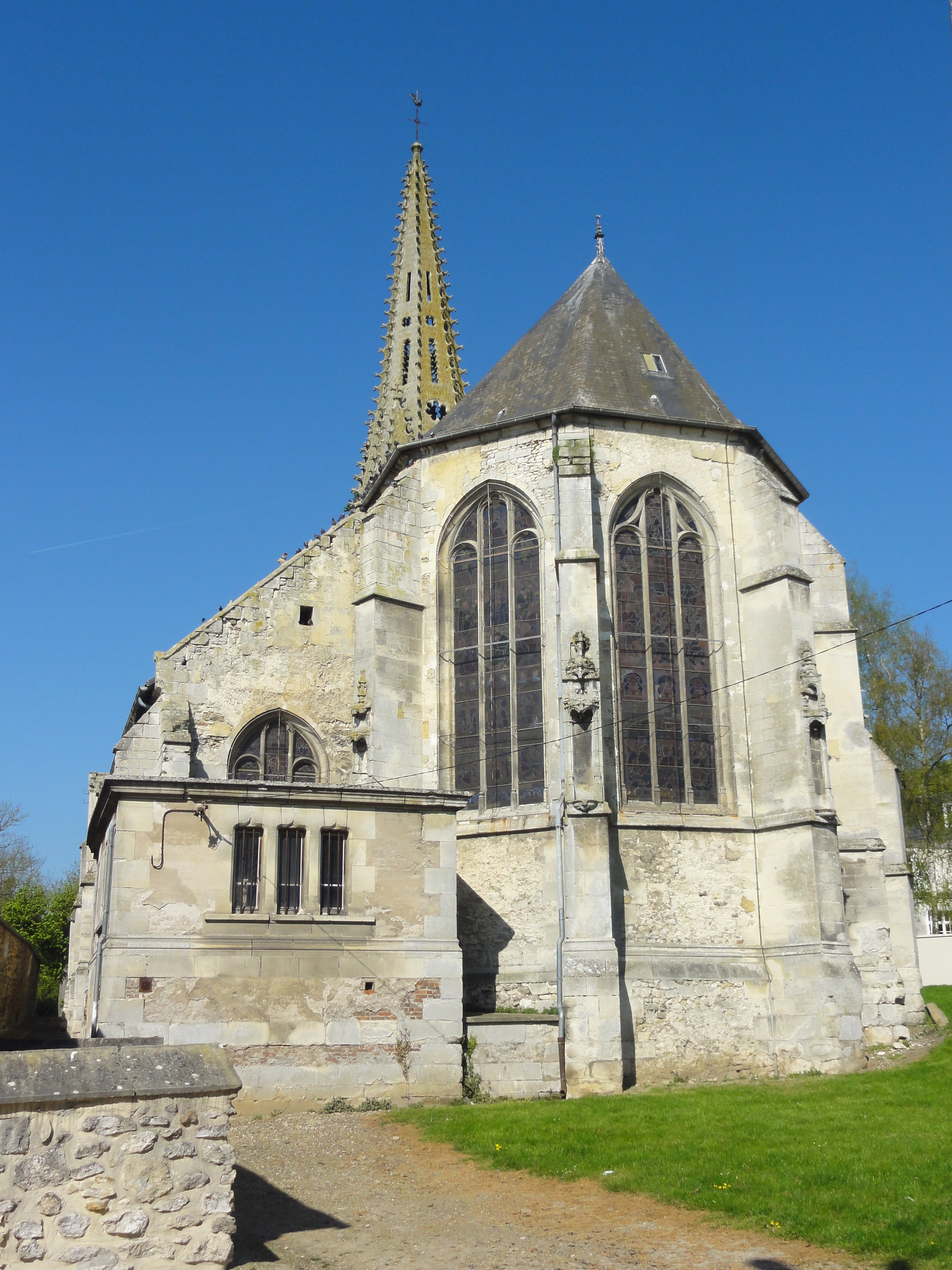
Chevet
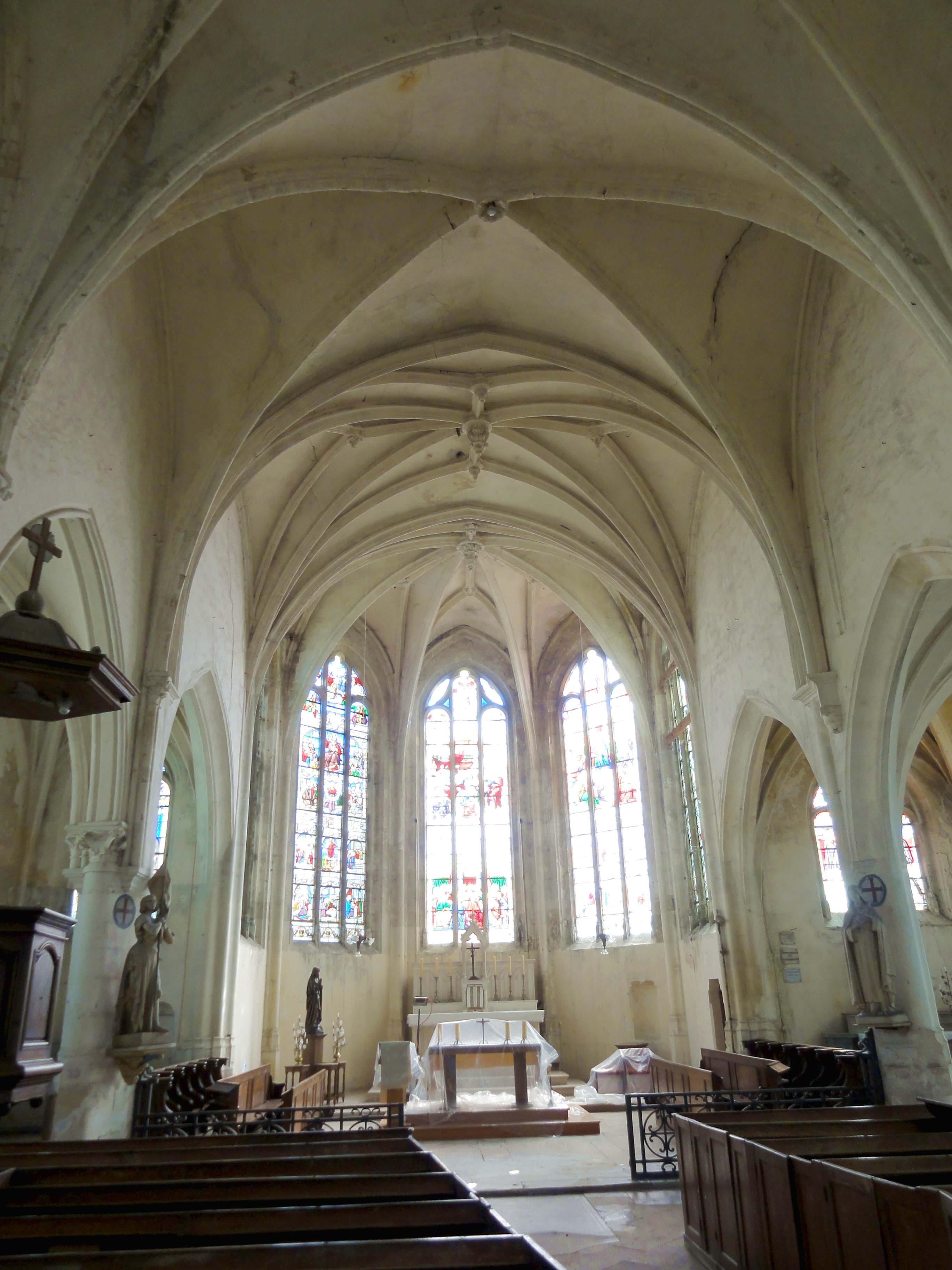
Le chœur
Plan

On peut également signaler ses maisons traditionnelles

Architecture traditionnelle
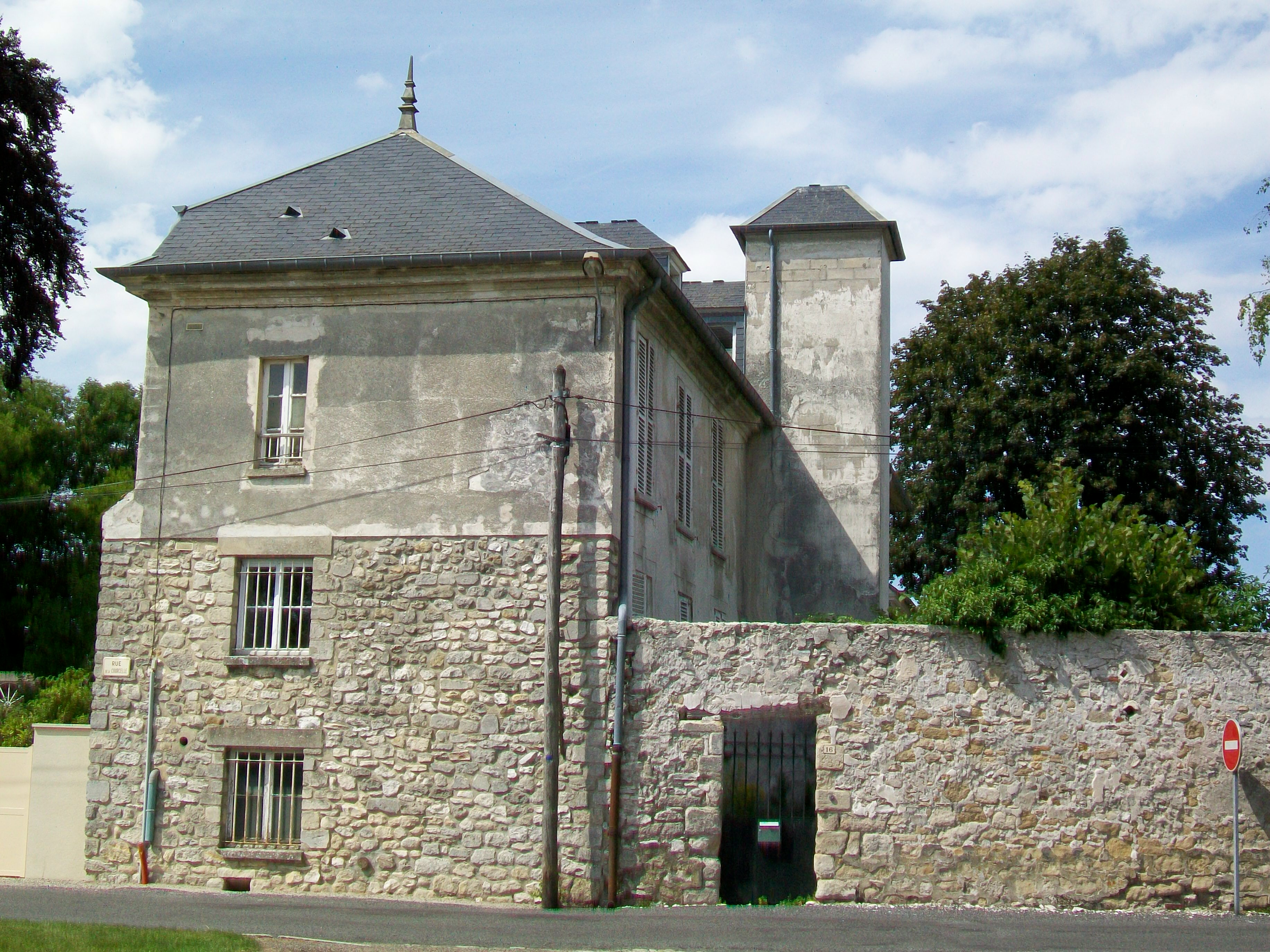
Château, rue de la Courcelle
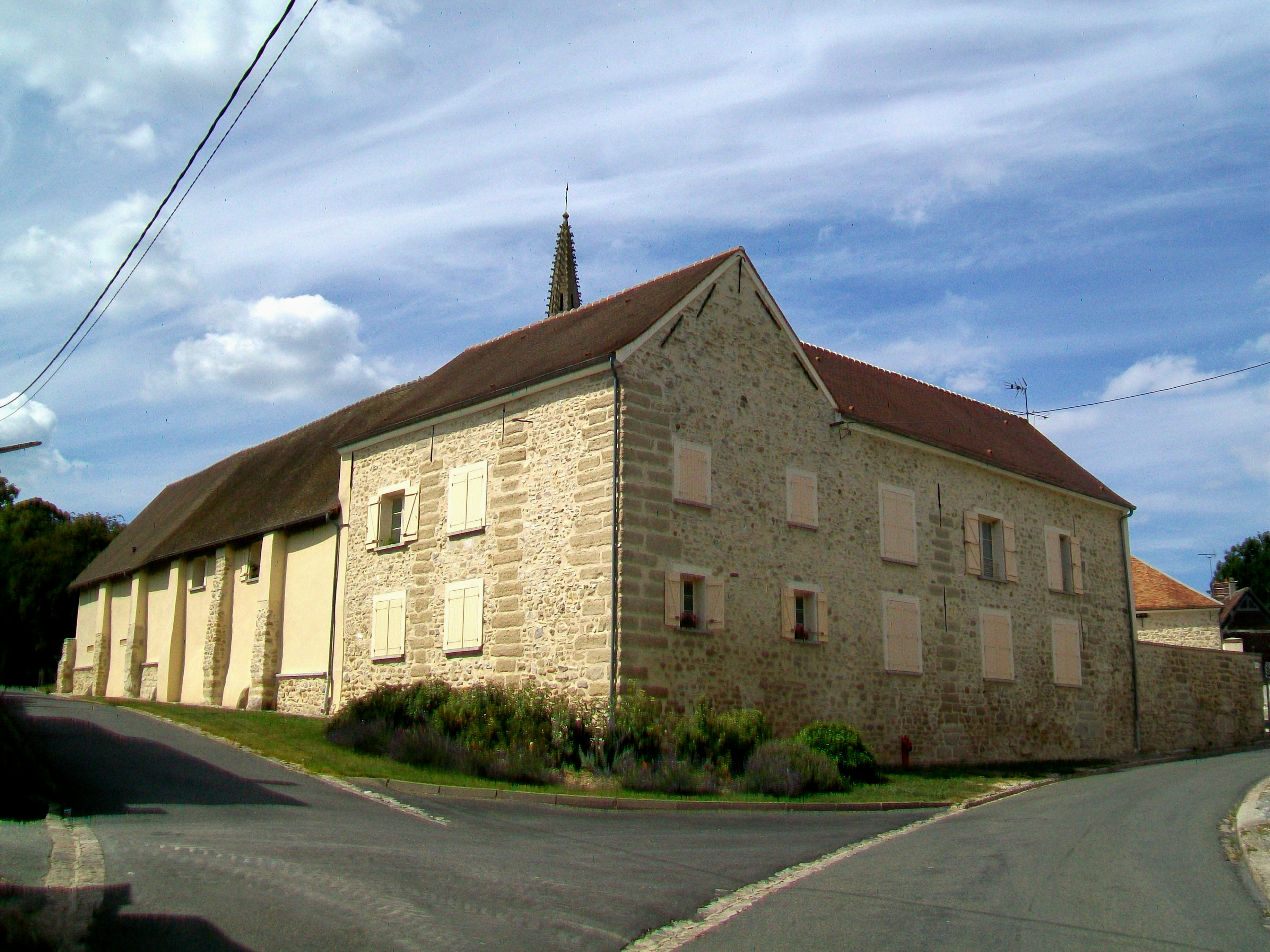
Ancienne ferme, rue du Château (à g.) - Grande rue
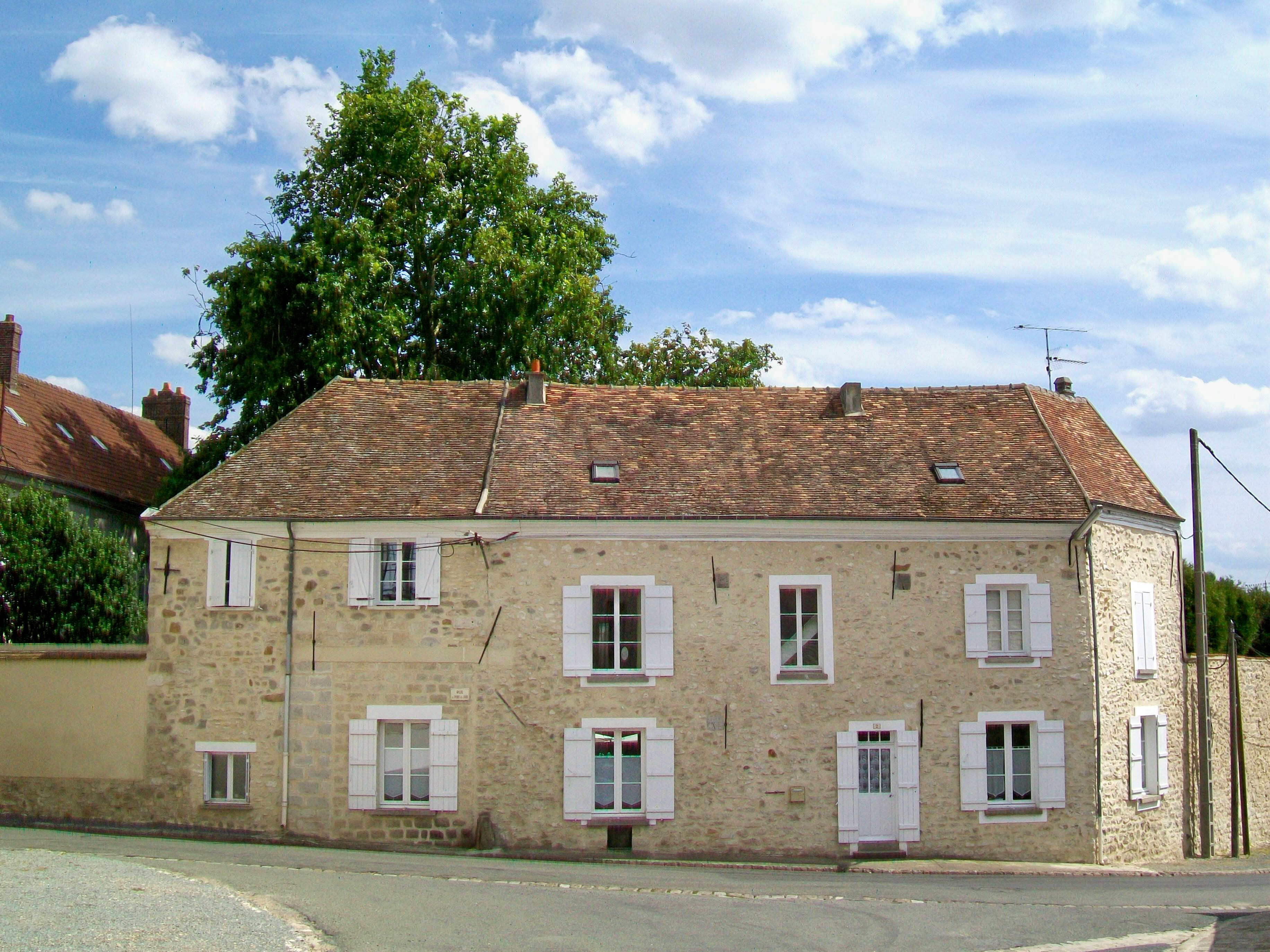
Carrefour rue du Point du Jour (à g.) - Grande rue
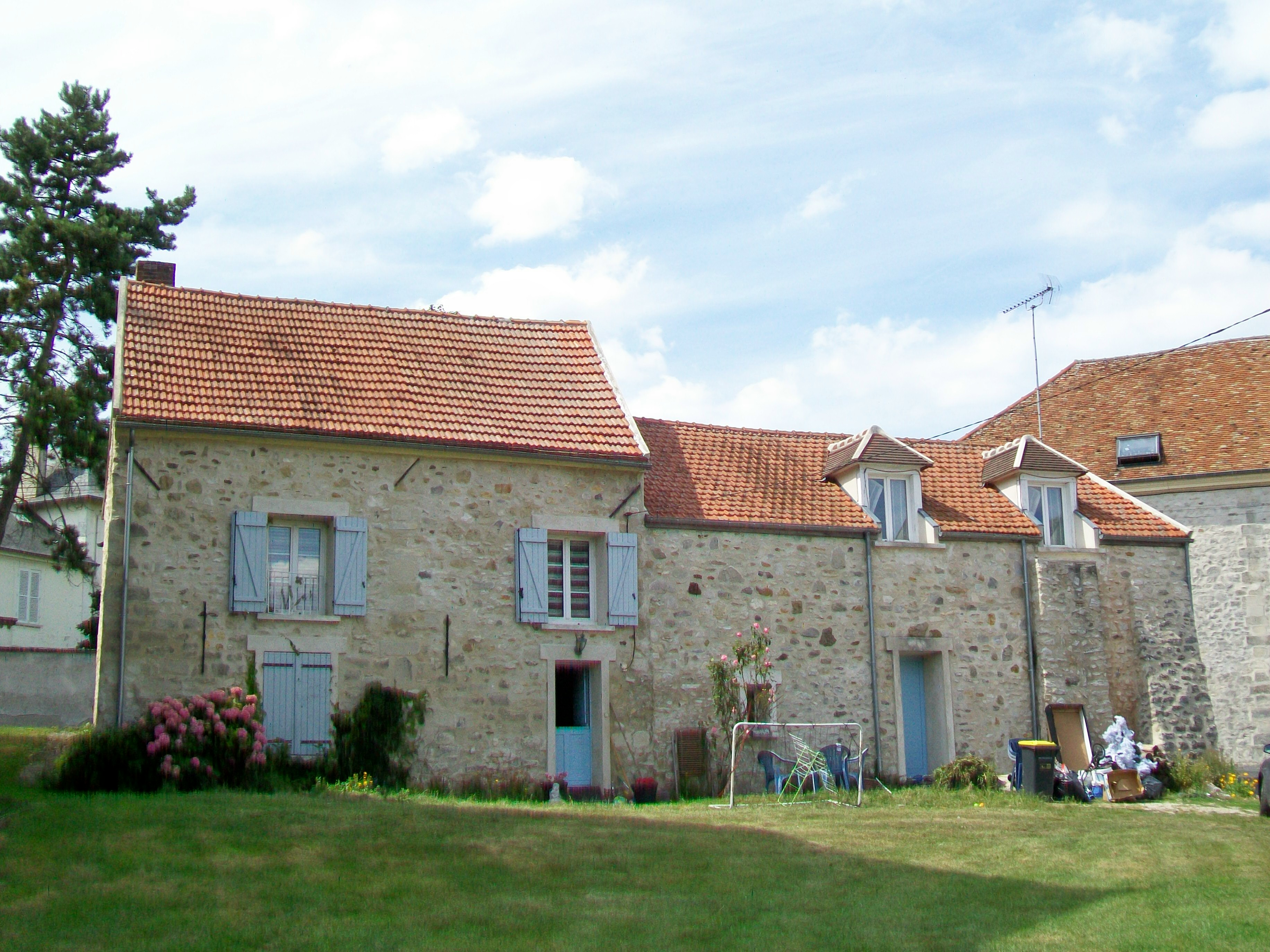
Rue de la Courcelle
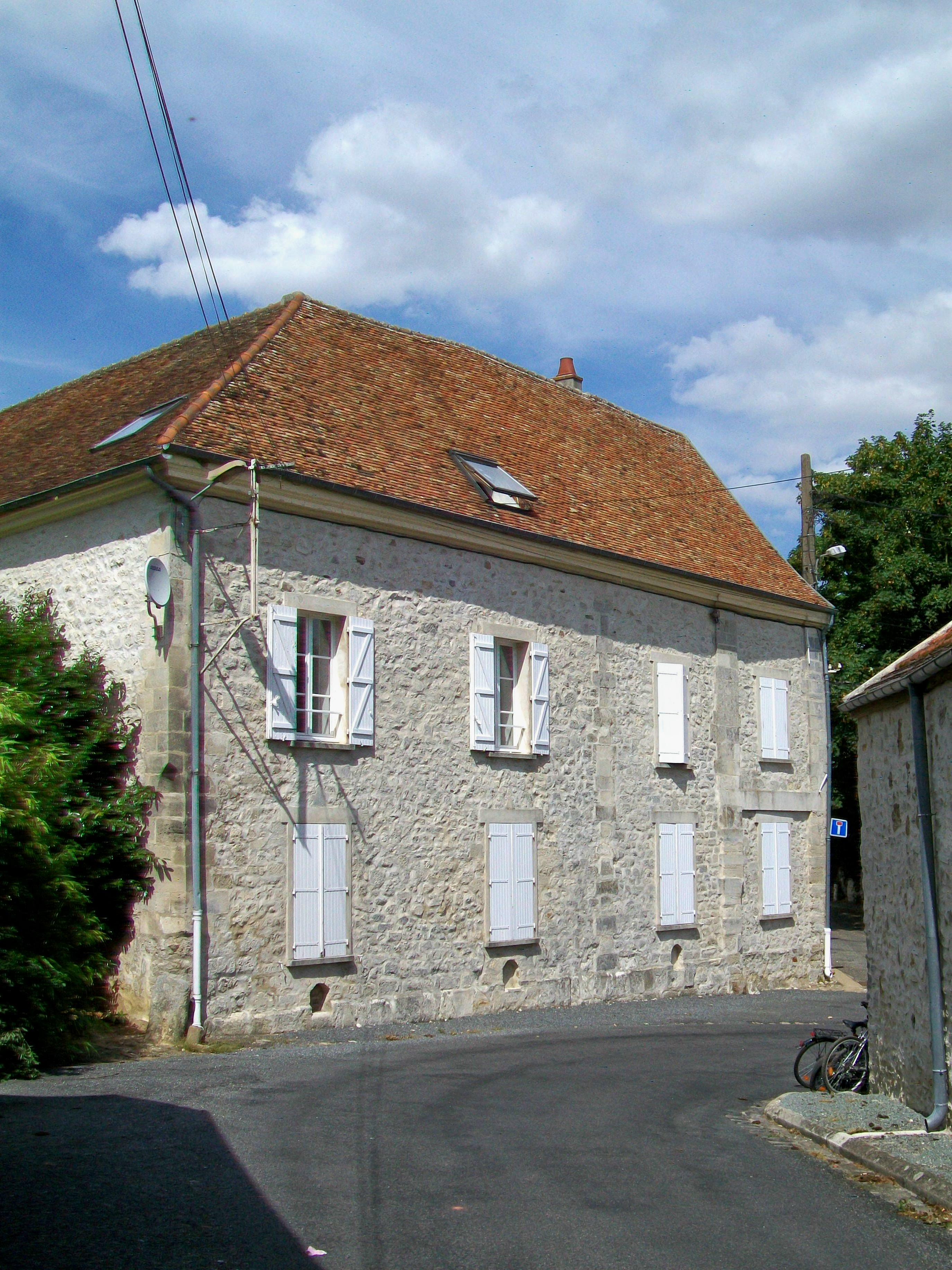
rue de la Courcelle - Grande rue

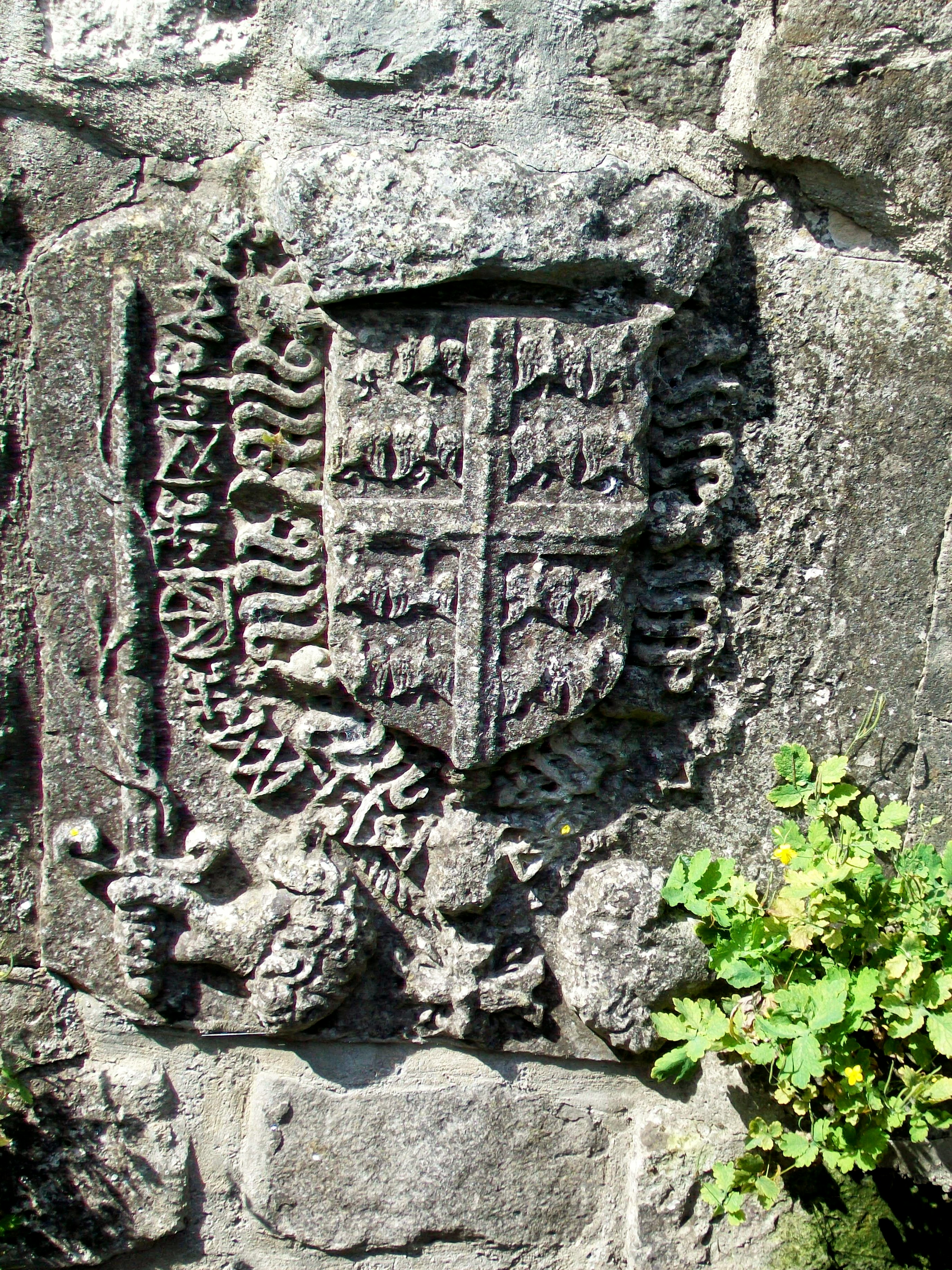
Blason d'Anne de Montmorency, connétable de France, en bas du Pont, rue du Pont.
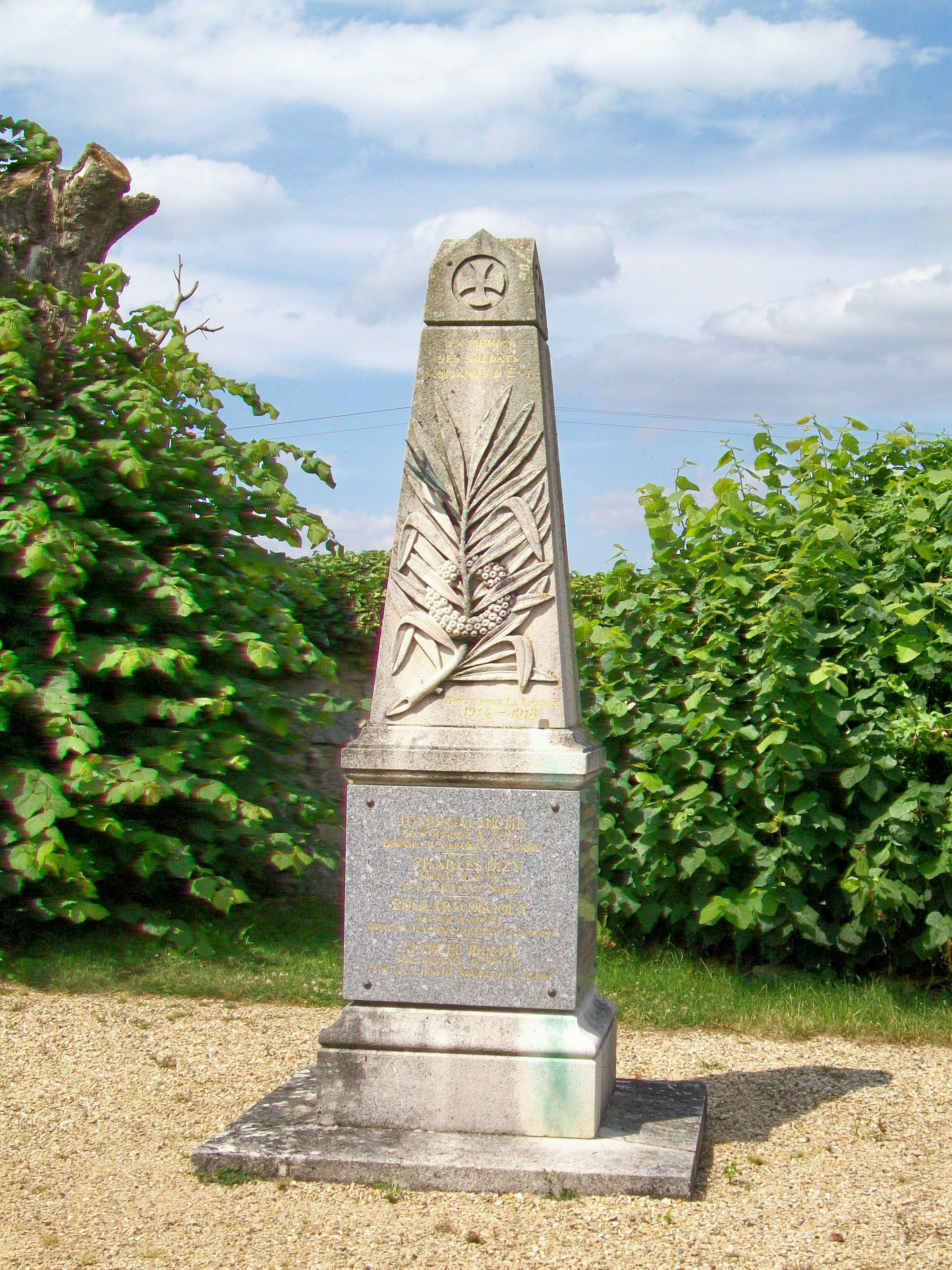
Le monument aux morts.

### Personnalités liées à la commune

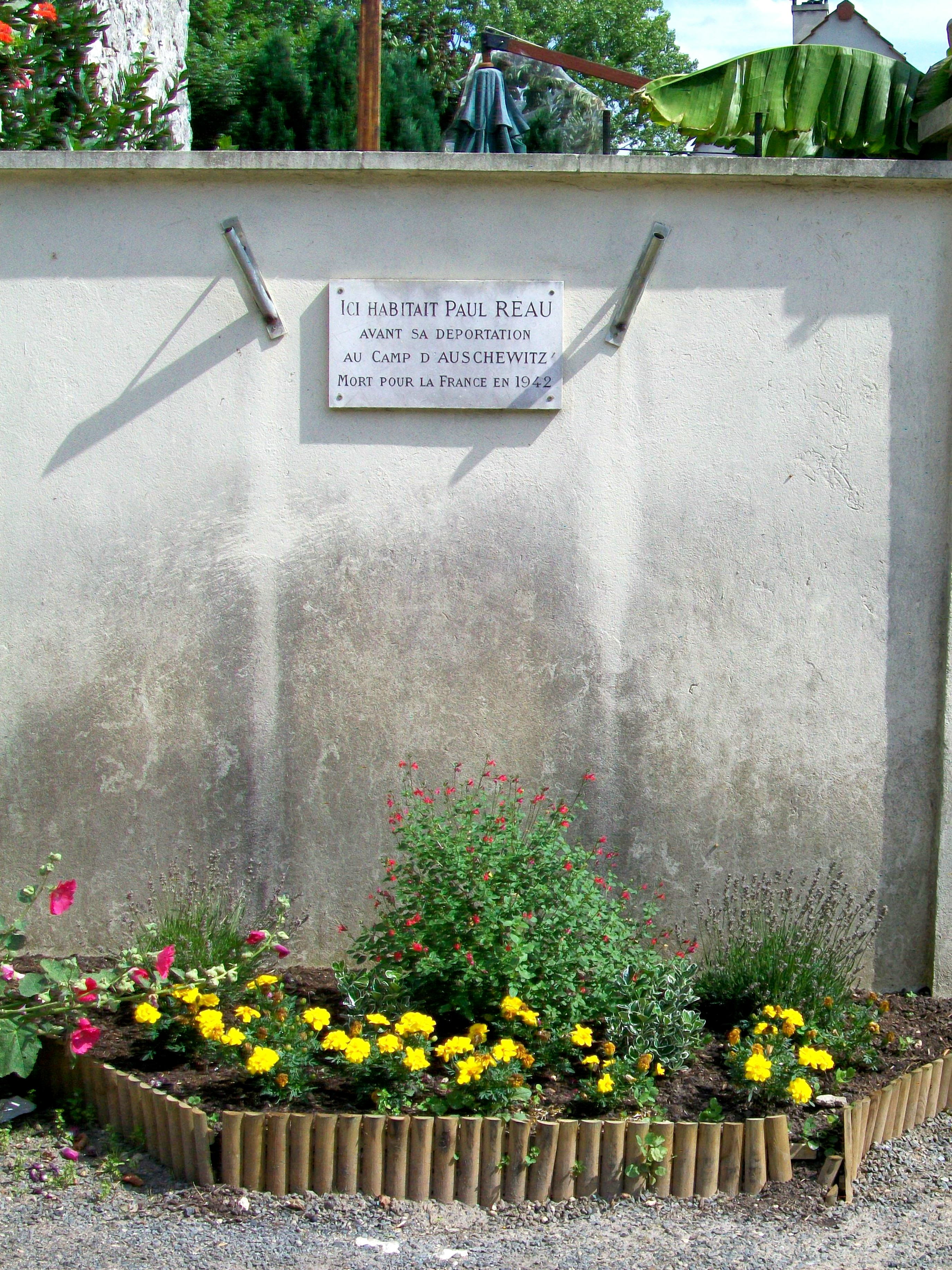
Plaque commémorative de Paul Réau.

- La seigneurie d'Eve est détenue conjointement avec celles de Boissy et de Forfry par Eustache de Paris en 1531, époux d'Antoinette Lamy, décédé entre 1531 et 1540[réf. nécessaire]
- Léon Flameng, cycliste sur route français, champion olympique lors des Jeux de Athènes 1896, y est mort au cours de la Première Guerre mondiale.
- Paul Réau, déporté à Auschwitz en 1942, Mort pour la France. Une plaque rappelle sa mémoire, rue du Pont.